# Ladakhische Sprache
Die ladakhische Sprache (Ladakhisch, auch Ladakhi) gehört zum tibeto-birmanischen Zweig der sino-tibetischen Sprachfamilie. Sie ist eng mit der tibetischen Sprache verwandt, wird heute aber im Allgemeinen als eigenständige Sprache anerkannt. Im offiziellen indischen Sprachenzensus zählt Ladakhisch als Variante oder Untersprache des Bhotia, zu dem in dieser Betrachtungsweise unter anderem auch das Denjongka und Tibetische gezählt werden.
Ladakhisch ist die vorherrschende Sprache im indischen Unionsterritorium Ladakh, wo sie von über 100.000 Menschen gesprochen wird. Darüber hinaus gibt es etwa 12.000 Sprecher im Westen Tibets (VR China).
Ladakhisch gilt im Vergleich zum modernen Tibetischen von Lhasa als konservativer in der Aussprache. Viele An- und Auslaute in der Schrift, die im Standardtibetischen stumm sind oder nur in der Veränderung von Vokal oder Ton zu erkennen, werden in Ladakh gesprochen. Diese Tendenz ist am stärksten im Westen Ladakhs und in Baltistan auf der pakistanischen Seite. So wird sta (Axt) in Lhasa [ta˦] gesprochen, in Ladakh aber [sta], und ’bras (Reis) spricht ein Tibeter etwa wie ngtä (IPA: [ɳʈɛʔ˨]), ein Ladakhi aber dras und ein Balti bras.
Als Standard des gesprochenen Ladakhisch gilt der Dialekt von Leh, der Hauptstadt Ladakhs. Daneben gibt es vier weitere Dialekte. Shamma wird nordwestlich, Stotpa südöstlich von Leh im Tal des Indus gesprochen. Nubra ist nördlich von Leh verbreitet. In der westlich von Ladakh gelegenen Region Zanskar wird ebenfalls ein eigener Dialekt gesprochen.
Geschrieben wird Ladakhisch in tibetischer Schrift. Es herrscht eine ausgeprägte Diglossiesituation vor. Die Schriftsprache (Bodyik) steht dem klassischen Tibetisch nahe und unterscheidet sich damit erheblich von der Umgangssprache.

## Status
Die Regierung des autonomen Distrikts Leh (Autonomous Hill Development Council) beantragte am 27. Februar 2011, Ladakhi unter dem Namen Bhoti als „gelistete Sprache“ in den Zusatz 8 der indischen Verfassung aufzunehmen und sie so auf Bundesebene zu berücksichtigen.